# Catedral de San Fernando Rey (Resistencia)
La Catedral San Fernando Rey de la ciudad de Resistencia, en Argentina, es la sede del Arquidiócesis de Resistencia. Está a la cabeza de una provincia eclesiástica que abarca las provincias del Chaco y de Formosa. Fue construida en la década de 1930.

## Historia
El 3 de julio de 1939, el papa Pío XII dividió la diócesis de Santa Fe para crear la diócesis de Resistencia. El 1 de abril de 1984, el papa Juan Pablo II la elevó al rango de arquidiócesis.
En el año 1978, en el marco del centenario de la fundación de Resistencia, se emplazaron en el frente de la catedral las obras "Inmaculada" y "San Fernando", realizadas en mármol por el escultor Fabriciano Gómez. Estas obras fueron declaradas bienes de interés artístico nacional por la Comisión Nacional de Monumentos.
El 5 de mayo de 1999, el Poder Ejecutivo de la Provincia del Chaco, declaró "Patrimonio cultural de la provincia" al edificio de la Catedral de Resistencia.
A finales de 2008 comenzaron profundas obras de remodeladición, tanto internas como externas que tienen una fecha de culminación para el domingo de Pascua de 2009.

## Provincia eclesiástica de Resistencia
Está formada por tres diócesis: la arquidiócesis de Resistencia, y dos sedes sufragantes: diócesis de Formosa y diócesis de Presidencia Roque Sáenz Peña.